# 院誉
院誉（いんよ、生没年不詳）は、鎌倉時代末から南北朝時代にかけて、鎌倉を拠点にした院派仏師。淡路法橋カ。三河法橋院恵の子。

## 略歴
三河法橋の方の院恵の子に生まれる。山本勉は鎌倉弁谷に居住の法橋院光と同一人物とみる。
元亨4年（1324年）2月、比丘尼慈仙を願主として鎌倉極楽寺末寺の真言律宗長福寺 (いわき市)の本尊として木造地蔵菩薩坐像（国指定重要文化財）を製作。
その2年後の正中3年（1326年）には、北郷領主岩崎隆連を施主、比丘善来を願主として木造薬師如来坐像（福島県指定重要文化財）を製作。
正慶元年（1332年）12月、旧鶴岡八幡宮十二坊所蔵の十一面観音菩薩坐像（現、横浜慶珊寺蔵）を製作。。

## 作風
山本勉は、鎌倉中期・後期に派を超えて東日本の各地で見られる、法衣垂下、遊戯坐、土紋の技法、上げ底式内刳り技法が導入されているとみる。

## 丹波国分寺院誉
清水眞澄「院派仏師事蹟年表」（『中世彫刻史の研究』有隣堂、1989年所収）の、明徳3年（1392年）に地蔵菩薩像（山梨・広教寺蔵）を造立し、翌4年に丹波国分寺地頭職を安堵された院誉は、間隔が空き過ぎていることから、同名の別人とみられる。